# Комељио (Ђенова)
Комељио је насеље у Италији у округу Ђенова, региону Лигурија.
Према процени из 2011. у насељу је живело 82 становника. Насеље се налази на надморској висини од 209 м.